# Nomada bisetosa
Nomada bisetosa är en biart som beskrevs av Swenk 1913. Nomada bisetosa ingår i släktet gökbin, och familjen långtungebin. Inga underarter finns listade i Catalogue of Life.